# Арнолдисти
Арнолдистите са членовете на секта през 12 век, кръстена на Арнолд Брешански след екзекуцията му. Те били негови привърженици и също като него, критикували огромното богатство и владенията на Римокатолическата църква и проповядвали против кръщението и Евхаристията. Учениците им са наричани също „публикани“ или „поплекани“, име, което вероятно произлиза от павликяните.